# Llista d'ocells de les Filipines
Aquesta llista d'ocells de les Filipines inclou totes les espècies d'ocells trobats a les illes Filipines: 614, de les quals 195 en són endemismes, 68 es troben globalment amenaçades d'extinció i 3 hi foren introduïdes.
Els ocells s'ordenen per famílies i espècies:

## Podicipedidae
- Tachybaptus ruficollis
- Podiceps nigricollis

## Procellariidae
- Pterodroma rostrata
- Pterodroma sandwichensis
- Pterodroma hypoleuca
- Calonectris leucomelas
- Puffinus pacificus

## Phaethontidae
- Phaethon rubricauda
- Phaethon lepturus

## Pelecanidae
- Pelecanus philippensis

## Sulidae
- Sula dactylatra
- Sula sula
- Sula leucogaster

## Phalacrocoracidae
- Phalacrocorax carbo

## Anhingidae
- Anhinga melanogaster

## Fregatidae
- Fregata minor
- Fregata ariel

## Ardeidae
- Ardea cinerea
- Ardea sumatrana
- Ardea purpurea
- Ardea alba
- Egretta intermedia
- Egretta garzetta
- Egretta eulophotes
- Egretta sacra
- Ardeola bacchus
- Ardeola speciosa
- Bubulcus ibis
- Butorides striata
- Nycticorax nycticorax
- Nycticorax caledonicus
- Gorsachius goisagi
- Gorsachius melanolophus
- Ixobrychus sinensis
- Ixobrychus eurhythmus
- Ixobrychus cinnamomeus
- Ixobrychus flavicollis
- Botaurus stellaris

## Ciconiidae
- Ciconia episcopus

## Threskiornithidae
- Threskiornis melanocephalus
- Plegadis falcinellus
- Platalea minor

## Anatidae
- Dendrocygna guttata
- Dendrocygna arcuata
- Tadorna tadorna
- Nettapus coromandelianus
- Anas penelope
- Anas strepera
- Anas crecca
- Anas platyrhynchos
- Anas poecilorhyncha
- Anas luzonica
- Anas acuta
- Anas querquedula
- Anas clypeata
- Aythya ferina
- Aythya baeri
- Aythya fuligula
- Aythya marila

## Pandionidae
- Pandion haliaetus

## Accipitridae
- Aviceda jerdoni
- Pernis celebensis
- Pernis ptilorhynchus
- Elanus caeruleus
- Milvus migrans
- Haliastur indus
- Haliaeetus leucogaster
- Ichthyophaga ichthyaetus
- Spilornis cheela
- Spilornis holospilus
- Circus spilonotus
- Circus melanoleucos
- Accipiter trivirgatus
- Accipiter soloensis
- Accipiter gularis
- Accipiter virgatus
- Butastur indicus
- Buteo buteo
- Pithecophaga jefferyi
- Aquila kienerii
- Spizaetus cirrhatus
- Spizaetus floris
- Spizaetus philippensis

## Falconidae
- Microhierax erythrogenys
- Falco tinnunculus
- Falco columbarius
- Falco severus
- Falco peregrinus

## Megapodiidae
- Megapodius cumingii

## Phasianidae
- Francolinus pintadeanus
- Perdix dauurica
- Coturnix japonica
- Coturnix chinensis
- Gallus gallus
- Polyplectron napoleonis

## Turnicidae
- Turnix sylvatica
- Turnix maculosa
- Turnix ocellata
- Turnix suscitator
- Turnix worcesteri

## Gruidae
- Grus antigone

## Rallidae
- Rallina fasciata
- Rallina eurizonoides
- Gallirallus philippensis
- Gallirallus torquatus
- Gallirallus calayanensis
- Gallirallus striatus
- Rallus mirificus
- Amaurornis olivaceus
- Amaurornis phoenicurus
- Porzana pusilla
- Porzana fusca
- Porzana paykullii
- Porzana tabuensis
- Porzana cinerea
- Gallicrex cinerea
- Porphyrio porphyrio
- Gallinula chloropus
- Fulica atra

## Jacanidae
- Irediparra gallinacea
- Hydrophasianus chirurgus

## Rostratulidae
- Rostratula benghalensis

## Recurvirostridae
- Himantopus himantopus
- Himantopus leucocephalus
- Recurvirostra avosetta

## Burhinidae
- Burhinus magnirostris

## Glareolidae
- Glareola maldivarum

## Charadriidae
- Vanellus cinereus
- Pluvialis fulva
- Pluvialis squatarola
- Charadrius hiaticula
- Charadrius dubius
- Charadrius alexandrinus
- Charadrius peronii
- Charadrius mongolus
- Charadrius leschenaultii
- Charadrius veredus

## Scolopacidae
- Scolopax rusticola
- Scolopax bukidnonensis
- Lymnocryptes minimus
- Gallinago hardwickii
- Gallinago stenura
- Gallinago megala
- Gallinago gallinago
- Limnodromus semipalmatus
- Limosa limosa
- Limosa lapponica
- Numenius minutus
- Numenius phaeopus
- Numenius tahitiensis
- Numenius arquata
- Numenius madagascariensis
- Bartramia longicauda
- Tringa totanus
- Tringa stagnatilis
- Tringa nebularia
- Tringa guttifer
- Tringa ochropus
- Tringa glareola
- Xenus cinereus
- Actitis hypoleucos
- Heterosceles brevipes
- Heterosceles incanus
- Arenaria interpres
- Calidris tenuirostris
- Calidris canutus
- Calidris alba
- Calidris ruficollis
- Calidris minuta
- Calidris temminckii
- Calidris subminuta
- Calidris acuminata
- Calidris ferruginea
- Limicola falcinellus
- Philomachus pugnax
- Phalaropus lobatus
- Phalaropus fulicarius

## Stercorariidae
- Stercorarius pomarinus

## Laridae
- Larus crassirostris
- Larus argentatus
- Larus vegae
- Larus ridibundus

## Sternidae
- Sterna nilotica
- Sterna caspia
- Sterna bengalensis
- Sterna bernsteini
- Sterna bergii
- Sterna dougallii
- Sterna sumatrana
- Sterna hirundo
- Sterna albifrons
- Sterna aleutica
- Sterna anaethetus
- Sterna fuscata
- Chlidonias hybridus
- Chlidonias leucopterus
- Anous minutus
- Anous stolidus

## Columbidae
- Columba vitiensis
- Streptopelia bitorquata
- Streptopelia tranquebarica
- Streptopelia chinensis
- Macropygia tenuirostris
- Chalcophaps indica
- Geopelia striata
- Caloenas nicobarica
- Gallicolumba luzonica
- Gallicolumba criniger
- Gallicolumba platenae
- Gallicolumba keayi
- Gallicolumba menagei
- Phapitreron leucotis
- Phapitreron amethystina
- Phapitreron cinereiceps
- Treron vernans
- Treron pompadora
- Treron curvirostra
- Treron formosae
- Ptilinopus occipitalis
- Ptilinopus marchei
- Ptilinopus merrilli
- Ptilinopus leclancheri
- Ptilinopus superbus
- Ptilinopus melanospila
- Ptilinopus arcanus
- Ducula poliocephala
- Ducula mindorensis
- Ducula carola
- Ducula aenea
- Ducula pickeringii
- Ducula bicolor

## Cacatuidae
- Cacatua haematuropygia

## Psittacidae
- Trichoglossus johnstoniae
- Bolbopsittacus lunulatus
- Prioniturus montanus
- Prioniturus waterstradti
- Prioniturus platenae
- Prioniturus luconensis
- Prioniturus discurus
- Prioniturus verticalis
- Tanygnathus megalorynchos
- Tanygnathus lucionensis
- Tanygnathus sumatranus
- Loriculus philippensis
- Loriculus camiguinensis

## Cuculidae
- Clamator coromandus
- Cuculus sparverioides
- Cuculus hyperythrus
- Cuculus pectoralis
- Cuculus micropterus
- Cuculus canorus
- Cuculus saturatus
- Cuculus horsfieldi
- Cacomantis sonneratii
- Cacomantis merulinus
- Cacomantis variolosus
- Chrysococcyx minutillus
- Chrysococcyx xanthorhynchus
- Surniculus lugubris
- Surniculus velutinus
- Eudynamys scolopacea
- Phaenicophaeus curvirostris
- Phaenicophaeus superciliosus
- Phaenicophaeus cumingi
- Centropus unirufus
- Centropus melanops
- Centropus steerii
- Centropus sinensis
- Centropus viridis
- Centropus bengalensis

## Tytonidae
- Tyto longimembris
- Phodilus badius

## Strigidae
- Otus rufescens
- Otus fuliginosus
- Otus megalotis
- Otus mirus
- Otus longicornis
- Otus mindorensis
- Otus sunia
- Otus mantananensis
- Otus elegans
- Mimizuku gurneyi
- Bubo philippensis
- Strix seloputo
- Ninox randi
- Ninox scutulata
- Ninox philippensis
- Asio flammeus
- Ninox japonica

## Podargidae
- Batrachostomus septimus
- Batrachostomus javensis
- Batrachostomus cornutus

## Caprimulgidae
- Eurostopodus macrotis
- Caprimulgus indicus
- Caprimulgus macrurus
- Caprimulgus manillensis
- Caprimulgus affinis

## Apodidae
- Collocalia esculenta
- Collocalia troglodytes
- Aerodramus mearnsi
- Aerodramus whiteheadi
- Aerodramus palawanensis
- Aerodramus salangana
- Aerodramus maximus
- Aerodramus fuciphagus
- Aerodramus germani
- Mearnsia picina
- Hirundapus giganteus
- Hirundapus celebensis
- Cypsiurus balasiensis
- Apus pacificus
- Apus nipalensis

## Hemiprocnidae
- Hemiprocne longipennis
- Hemiprocne comata

## Trogonidae
- Harpactes ardens

## Alcedinidae
- Alcedo atthis
- Alcedo meninting
- Alcedo cyanopecta
- Alcedo argentata
- Ceyx erithacus
- Ceyx melanurus
- Ceyx rufidorsa
- Ceyx lepidus
- Pelargopsis capensis
- Halcyon coromanda
- Halcyon smyrnensis
- Halcyon pileata
- Todirhamphus winchelli
- Todirhamphus chloris
- Actenoides lindsayi
- Actenoides hombroni

## Meropidae
- Merops viridis
- Merops philippinus

## Coraciidae
- Eurystomus orientalis

## Upupidae
- Upupa epops

## Bucerotidae
- Anthracoceros marchei
- Anthracoceros montani
- Buceros hydrocorax
- Penelopides manillae
- Penelopides mindorensis
- Penelopides panini
- Penelopides samarensis
- Penelopides affinis
- Aceros waldeni
- Aceros leucocephalus

## Capitonidae
- Megalaima haemacephala

## Picidae
- Dendrocopos maculatus
- Dryocopus javensis
- Dinopium javanense
- Chrysocolaptes lucidus
- Mulleripicus funebris
- Mulleripicus pulverulentus

## Eurylaimidae
- Eurylaimus steerii
- Eurylaimus samarensis

## Pittidae
- Pitta sordida
- Pitta steerii
- Pitta kochi
- Pitta erythrogaster
- Pitta moluccensis

## Alaudidae
- Mirafra javanica
- Alauda gulgula

## Hirundinidae
- Riparia riparia
- Riparia paludicola
- Hirundo rustica
- Hirundo tahitica
- Cecropis striolata
- Delichon dasypus

## Motacillidae
- Dendronanthus indicus
- Motacilla alba
- Motacilla flava
- Motacilla tschutschensis
- Motacilla cinerea
- Anthus rufulus
- Anthus hodgsoni
- Anthus gustavi
- Anthus cervinus

## Campephagidae
- Coracina striata
- Coracina papuensis
- Coracina coerulescens
- Coracina mindanensis
- Coracina mcgregori
- Coracina ostenta
- Lalage melanoleuca
- Lalage nigra
- Pericrocotus divaricatus
- Pericrocotus cinnamomeus
- Pericrocotus igneus
- Pericrocotus flammeus

## Pycnonotidae
- Pycnonotus atriceps
- Pycnonotus urostictus
- Pycnonotus goiavier
- Pycnonotus plumosus
- Alophoixus bres
- Ixos palawanensis
- Ixos philippinus
- Ixos siquijorensis
- Ixos amaurotis
- Ixos everetti
- Ixos rufigularis

## Chloropseidae
- Chloropsis flavipennis
- Chloropsis palawanensis

## Aegithinidae
- Aegithina tiphia

## Turdidae
- Monticola solitarius
- Zoothera interpres
- Zoothera cinerea
- Zoothera andromedae
- Zoothera dauma
- Turdus poliocephalus
- Turdus obscurus
- Turdus pallidus
- Turdus chrysolaus
- Brachypteryx montana

## Cisticolidae
- Cisticola juncidis
- Cisticola exilis

## Sylviidae
- Urosphena subulata
- Cettia canturians
- Cettia diphone
- Cettia seebohmi
- Cettia vulcania
- Bradypterus seebohmi
- Bradypterus caudatus
- Locustella lanceolata
- Locustella certhiola
- Locustella ochotensis
- Locustella fasciolata
- Locustella amnicola
- Acrocephalus sorghophilus
- Acrocephalus orientalis
- Acrocephalus stentoreus
- Orthotomus cuculatus
- Orthotomus heterolaemus
- Orthotomus atrogularis
- Orthotomus castaneiceps
- Orthotomus frontalis
- Orthotomus derbianus
- Orthotomus sericeus
- Orthotomus ruficeps
- Orthotomus samarensis
- Orthotomus nigriceps
- Orthotomus cinereiceps
- Phylloscopus fuscatus
- Phylloscopus schwarzi
- Phylloscopus borealis
- Phylloscopus ijimae
- Phylloscopus ricketti
- Phylloscopus cebuensis
- Phylloscopus trivirgatus
- Phylloscopus olivaceus
- Seicercus montis
- Megalurus timoriensis
- Megalurus palustris

## Muscicapidae
- Rhinomyias ruficauda
- Rhinomyias insignis
- Rhinomyias albigularis
- Rhinomyias goodfellowi
- Muscicapa griseisticta
- Muscicapa sibirica
- Muscicapa dauurica
- Muscicapa randi
- Muscicapa ferruginea
- Ficedula zanthopygia
- Ficedula narcissina
- Ficedula mugimaki
- Ficedula albicilla
- Ficedula hyperythra
- Ficedula basilanica
- Ficedula platenae
- Ficedula crypta
- Ficedula disposita
- Ficedula westermanni
- Cyanoptila cyanomelana
- Eumyias panayensis
- Cyornis herioti
- Cyornis lemprieri
- Cyornis rufigastra
- Culicicapa helianthea
- Luscinia calliope
- Luscinia cyane
- Copsychus saularis
- Copsychus luzoniensis
- Copsychus niger
- Copsychus cebuensis
- Rhyacornis bicolor
- Saxicola maura
- Saxicola caprata
- Oenanthe oenanthe

## Rhipiduridae
- Rhipidura superciliaris
- Rhipidura cyaniceps
- Rhipidura nigrocinnamomea
- Rhipidura javanica

## Monarchidae
- Hypothymis helenae
- Hypothymis azurea
- Hypothymis coelestis
- Terpsiphone atrocaudata
- Terpsiphone cyanescens
- Terpsiphone cinnamomea

## Pachycephalidae
- Pachycephala grisola
- Pachycephala albiventris
- Pachycephala homeyeri
- Pachycephala philippinensis

## Timaliidae
- Trichastoma woodi
- Malacocincla cinereiceps
- Malacopteron palawanense
- Ptilocichla mindanensis
- Ptilocichla falcata
- Napothera rabori
- Stachyris plateni
- Stachyris dennistouni
- Stachyris nigrocapitata
- Stachyris capitalis
- Stachyris speciosa
- Stachyris whiteheadi
- Stachyris striata
- Stachyris latistriata
- Stachyris nigrorum
- Stachyris hypogrammica
- Macronous gularis
- Macronous striaticeps
- Micromacronus leytensis

## Acanthizidae
- Gerygone sulphurea

## Paridae
- Pardaliparus elegans
- Pardaliparus amabilis
- Sittiparus semilarvatus

## Sittidae
- Sitta frontalis
- Sitta oenochlamys

## Rhabdornithidae
- Rhabdornis mysticalis
- Rhabdornis grandis
- Rhabdornis inornatus

## Nectariniidae
- Anthreptes malacensis
- Leptocoma calcostetha
- Leptocoma sperata
- Cinnyris jugularis
- Aethopyga primigenius
- Aethopyga boltoni
- Aethopyga linaraborae
- Aethopyga flagrans
- Aethopyga pulcherrima
- Aethopyga shelleyi
- Aethopyga bella
- Aethopyga siparaja
- Aethopyga ignicauda
- Arachnothera longirostra
- Arachnothera clarae

## Dicaeidae
- Prionochilus olivaceus
- Prionochilus plateni
- Dicaeum agile
- Dicaeum proprium
- Dicaeum nigrilore
- Dicaeum anthonyi
- Dicaeum bicolor
- Dicaeum quadricolor
- Dicaeum australe
- Dicaeum haematostictum
- Dicaeum retrocinctum
- Dicaeum trigonostigma
- Dicaeum hypoleucum
- Dicaeum pygmaeum
- Dicaeum ignipectus

## Zosteropidae
- Zosterops japonicus
- Zosterops meyeni
- Zosterops everetti
- Zosterops nigrorum
- Zosterops montanus
- Lophozosterops goodfellowi
- Hypocryptadius cinnamomeus

## Oriolidae
- Oriolus xanthonotus
- Oriolus albiloris
- Oriolus steerii
- Oriolus isabellae
- Oriolus chinensis

## Irenidae
- Irena puella
- Irena cyanogaster

## Laniidae
- Lanius tigrinus
- Lanius cristatus
- Lanius schach
- Lanius validirostris

## Dicruridae
- Dicrurus leucophaeus
- Dicrurus annectans
- Dicrurus hottentottus
- Dicrurus balicassius
- Dicrurus bracteatus

## Artamidae
- Artamus leucorynchus

## Corvidae
- Corvus enca
- Corvus macrorhynchos

## Sturnidae
- Aplonis panayensis
- Aplonis minor
- Basilornis miranda
- Sarcops calvus
- Gracula religiosa
- Acridotheres cristatellus
- Sturnia philippensis
- Sturnia sinensis
- Sturnus sericeus
- Sturnus cineraceus

## Estrildidae
- Amandava amandava
- Erythrura hyperythra
- Erythrura viridifacies
- Erythrura coloria
- Lonchura fuscans
- Lonchura punctulata
- Lonchura leucogastra
- Lonchura atricapilla
- Padda oryzivora

## Emberizidae
- Emberiza pusilla
- Emberiza aureola
- Emberiza sulphurata

## Fringillidae
- Fringilla montifringilla
- Loxia curvirostra
- Carduelis spinus
- Serinus estherae
- Pyrrhula leucogenis

## Passeridae
- Passer montanus[1]